# أدريان كوشرين-واتسون
أدريان كوشرين-واتسون هو عضو المجلس المحلي ‏ وسياسي بريطاني، ولد في 18 فبراير 1967 في Antrim (borough) ‏ في المملكة المتحدة. نشط حزبياً في حزب ألستر الوحدوي. وقد انتخب عضو الجمعية التشريعية الرابعة لأيرلندا الشمالية ‏ عن دائرة South Antrim (Assembly constituency) ‏ وقد انضم خلال فترته النيابية ‏ (24 يونيو 2015 – 24 مارس 2016) للكتلة البرلمانية حزب ألستر الوحدوي.